# Крымские подразделения РОА
Крымские подразделения РОА — подразделения Русской освободительной армии периода Второй мировой войны, сформированные или дислоцированные в Крыму в 1943-1944 годах. Использовались для вспомогательных, охранных функций и борьбы с советскими партизанами Крыма.

## История
Немецкий бургомистр Ялты, полковник Красной армии В. И. Мальцев в марте 1943 года вступил в созданный А. А. Власовым Российский комитет. 4 июня в газете «Голос Крыма» он опубликовал ответ «Борьба с большевизмом — наш долг» на письмо генерала Власова «Почему я стал на путь борьбы с большевизмом» В июне в Евпатории открыли первый пункт записи в РОА. Впоследствии они появились в других городах Крыма и центральный пункт в Симферополе. Редактор газеты «Голос Крыма» лейтенант Букович открыл постоянную рубрику «Уголок Добровольца» о формировании РОА. Немецкий начальник штаба пропаганды, полковник Фрай контролировал их деятельность. В конце июля 1943 прибыли журналисты, учились в школе. Были организованы массовые встречи по городам Крыма, где рассказывали о РОА, агитировали вступать в нее. В конце 1943 прибыли казачьи подразделения немного пополнили подразделения РОА. Их использовали для охранных функций, борьбы с партизанами, впоследствии частями Красной армии. В сентябре 1943 генерал В. И. Мальцев уехал в Восточную Пруссию, в феврале 1944 закрыли пункт записи в Симферополе, а весной 1944 подразделения РОА эвакуировали из Крыма вместе с частями Вермахта. Те, что остались в Крыму, погибли. Общая численность подразделения составляла 2.000-4.000 человек.

## Подразделения РОА в Крыму
Подчинены 17-й армии
- 181 (восточная) охранная рота
- (восточная) охранная рота специального назначения
- 162 (восточная) охранная рота
- 16 (восточный) взвод вспомогательных охранных частей
- 1 (восточная) рота вспомогательных охранных частей 708-го пехотного полка
- 1 (восточная) рота вспомогательных охранных частей 796-пехотного полка
- 1 (восточная) рота вспомогательных охранных частей 805-пехотного полка
- 1 (восточная) рота вспомогательных охранных частей 933-пехотного полка
- 3 (восточная) хозяйственная рота 602 пехотного полка
- 4 (восточная) хозяйственная рота 617 пехотного полка
- 591 (восточная) летняя хозяйственная колонна
- два взвода (восточной) запасной роты «добровольческих помощников»
- (восточная) рота для выздоравливающих
- (восточная) запасная рота «добровольческих помощников»

49-й корпус горных стрелков 17-й армии
- 4 добровольческая (восточная) строительная рота
- 4 (восточная) саперная (строительная) рота пехотного полка 370
- (восточная) строительная (техническая) рота
- 150 (восточная) легкая артиллерийская хозяйственная колонна

5-й армейский корпус 17 армии
- Два отделения (восточной) «охотничьей команды»